# Oeceoclades lonchophylla
Oeceoclades lonchophylla är en orkidéart som först beskrevs av Heinrich Gustav Reichenbach, och fick sitt nu gällande namn av Leslie Andrew Garay och Peter Geoffrey Taylor. Oeceoclades lonchophylla ingår i släktet Oeceoclades och familjen orkidéer. Inga underarter finns listade i Catalogue of Life.